# مغز زنانه (کتاب)
مغز زنانه کتابی است که توسط عصب‌شناس آمریکایی لوآن بریزندین در سال ۲۰۰۶ نوشته شده‌است. او همچنین کتابی دیگری با عنوان مغز مردانه (چاپ ۲۰۱۰) دارد. 
مغز زنانه به زبانفارسی ترجمه شده است

## دربارهٔ کتاب
```
محسن دهقانی
 عضو 
هیئت علمی
 
دانشگاه شهید بهشتی
 و سهیلا پیمانی، مترجمان کتاب «مغز زنانه» در یادداشتی در ابتدای کتاب آورده‌اند:
```

این کتاب کوشیده‌است به مدد یافته‌های عصب شناختی، زیست شناختی، ژنتیک و روان شناختی به خواننده کمک کند تا باورهای خویش را دربارهٔ دنیای زیست- روان شناختی زنان دوباره محک بزند و برخی از آن‌ها را راستی آزمایی کند. این کتاب با توجه به مراحل مختلف رشد در طول چرخه زندگی، از شکل‌گیری نطفه تا پیری، نوشته شده‌است. نویسنده با ظرافت و البته پشتوانه علمی قوی، به تبیین رفتارهای زنانه براساس بنیادهای عصب شناختی و زیست شناختی می‌پردازد.
نویسنده کتاب در فهرست منابع خود از حدود ۱۰۰۰ اثر علمی یاد کرده و مطالب کتاب را با بیش از ۲۵۰ یادداشت علمی همراه نموده‌است تا بر خوانندگان نکته سنج معلوم شود که اگر کتاب با زبانی ساده و گیرا نوشته شده‌است، به این معنا نیست که غیرعلمی و سطحی است.
در بخش ابتدایی کتاب با عنوان «مراحل زندگی زن» آمده‌است:
هورمون‌ها می‌توانند علاقه‌مندی مغز را برای انجام دادن کاری تعیین کنند. آن‌ها رفتارهای مراقبتی، جنسی و پرخاشگری را هدایت می‌کنند و نیز می‌توانند ویژگی‌هایی چون سر و زبان دار بودن، عشوه گری، مهمانی دادن و مهمانی رفتن، نوشتن نامه‌های تشکرآمیز، مدیریت زمان تفریح بچه‌ها، نوازش کردن، توانایی در تعلیم و تربیت، نگرانی دربارهٔ جریحه دار کردن احساسات دیگران، رقابت جویی و پیش قدم شدن در رابطه جنسی را تحت تأثیر قرار دهند.
نویسنده در مقدمه کتاب با عنوان «آنچه موجب زن بودن ما می‌شود» می‌نویسد:
بیش از ۹۹ درصد رمزگذاری ژنتیکی زن و مرد دقیقاً یکسان است. از میان سی هزار ژنی که در ساختار ژنی انسان وجود دارد، اختلاف کمتر از یک درصد بین دو جنس، اختلاف زیادی نیست؛ ولی همین اختلاف یک درصدی بر تک تک سلول‌های بدن تأثیر می‌گذارد، از تارهای عصبی که لذت و درد را ثبت می‌کنند، تا آنهایی که انتقال دهنده ادراک، افکار، احساسات و هیجانات‌اند.
در مدت بیست سالی که به مداوای زن‌های بیمار مشغول بوده‌ام، بی صبرانه منتظر بودم پیشرفتی در دانش مربوط به مغز و رفتار زن صورت گیرد. تنها در شروع هزاره جدید بود که تحقیقات هیجان انگیزی انجام شد و نشان داد ساختار، عملکرد و شیمی مغز زن بر خلق، پردازش فکر، انرژی، انگیزه‌های جنسی، رفتار و سلامت او تأثیرگذارند. این کتاب راهنمایی است برای خوانندگان در خصوص تحقیقات جدیدی که دربارهٔ مغز زن و سیستم عصبی رفتاری که موجب زن بودن ما می‌شود، صورت گرفته‌است.

این کتاب حاصل بیست سال تجربه بالینی نویسنده به عنوان یک متخصص اعصاب و روان بوده و گزیده ایست از پیشرفت‌های چشمگیر در علوم ژنتیک، عصب شناختی، مولکولی، غده درون‌ریز اطفال و جنین، رشد هورمونی عصبی و معرفی نمونه‌هایی از روانشناسی اعصاب، علم عصب شناختی، رشد کودک، تصویربرداری مغز و غددشناسی مرتبط با روانشناسی. در این کتاب پستاندارشناسی، مطالعات حیوانی و مشاهده علمی نوزادان بررسی شده و همچنین به این مهم پرداخته شده که رفتارهای خاص در مغز زن به چه نحوی با ترکیب طبیعت و تجربه برنامه‌ریزی شده‌اند؟
کتاب از هفت فصل «تولد مغز زنانه»، «مغز دختر نوجوان»، «عشق و اعتماد»، «رابطه جنسی: مغز پایین‌تنه»، «مغز مادرانه»، «هیجان: مغز با احساس»، «مغز زن بالغ» تشکیل شده‌است.
در فصل اول به شکل‌گیری مغز جنین و همچنین نوع رفتارهای متفاوت دختران ناشی از تفاوت مغزی آن‌ها توجه شده‌است.
در فصل دوم به دوران نوجوانی که سال‌های پرآشوبی است، اشاره شده‌است. در این فصل پرخاشگری، تعارض و افسردگی دختران نوجوان مورد بررسی قرار گرفته‌است.
در فصل سوم به «ذهن متمرکز بر جفت‌گیری»، «مغز عاشق»، «ذهن همدم»، «رابطه جنسی، فشار روانی و مغز زنانه»، «ژن تک همسری»، و «جدایی» می‌پردازد.
فصل چهارم به رابطه مغز و روابط جنسی پرداخته‌است. در این فصل آمده‌است: «جالب اینکه در زمان خاموشی مغز، هیجان جنسی زن آغاز می‌شود. تکانه‌ها وقتی می‌توانند به مراکز لذت هجوم بیاوند و باعث ارضای جنسی شوند که آمیگدالا- مرکز ترس و اضطراب مغز- از کار افتاده باشد. قبل از اینکه آمیگدالا خاموش شود، هر نگرانی جزئی ای مانند نگرانی‌هایی دربارهٔ کار، بچه‌ها، برنامه‌های کاری و آماده کردن شام، می‌تواند از رسیدن به ارضای جنسی جلوگیری کند.»
فصل پنجم به شکل‌گیری مغز مادرانه و همچنین مغز پدرانه اختصاص دارد؛ چگونگی تغییر احساسات مادر به نوزاد تازه متولد شده، یا احساسات او هنگام شیر دادن فرزندش و همچنین اختلال ناشی از توجه به کار، در این فصل تحلیل شده‌است.
«زیست‌شناسی احساسات غریزی»، «ورود به مغز مردانه»، «وقتی مرد به نحوی که زن می‌خواهد پاسخ نمی‌دهد»، «حافظه هیجانی»، «دوران سخت مغز زنانه به هنگام خشم»، «اضطراب و افسردگی» و «علم به تفاوت‌ها» مطالب مورد بررسی در فصل ششم است.
فصل هفت کتاب دربارهٔ مغز زن بالغ است. تغییرات مغزی زن در طی یائسگی در این فصل آمده‌است. نویسنده چنین می‌گوید: مغز زنانه بالغ هنوز هم قلمرو نسبتاً ناشناخته‌ای است، اما برای زن‌ها عرصه گسترده‌ای است برای این که کشف کنند، بیافرینند و به دیگران کمک کنند و راه‌های مثبتی پیش روی نسل‌های آینده باز کنند. حتی ممکن است این دوره خوش‌ترین سال‌های زندگی شان باشد.
بخش پایانی کتاب با عنوان «کلام آخر» به آینده مغز زنانه می‌پردازد. نویسنده می‌گوید درسی که در طول نوشتن این کتاب گرفته و باید به زن‌ها منتقل کند، این است که «درک زیست‌شناسی، این قدرت ذاتی را به زن‌ها می‌دهد که برای آینده خود بهتر برنامه‌ریزی کنند.»
این کتاب دارای ۳ ضمیمه «مغز زنانه و درمان هورمونی»، «مغز زنانه و افسردگی بعد از زایمان» و «مغز زنانه و جهت‌گیری جنسی» است. همچنین نمایه موضوعی، یادداشت‌ها و منابع در انتهای کتاب لحاظ شده‌است.
لازم است ذکر شود که نویسنده کتاب، تجربیات خود از درمان بیماران را به صورت داستانی در هر فصل از کتاب عنوان کرده‌است.
«مغز زنانه» که بحثی دربارهٔ ویژگی‌های جسمی و روانی زنان است، توسط  لوآن بریزندین متخصص اعصاب و روان نوشته و توسط  محسن دهقانی و سهیلا پیمانی ترجمه شده‌است. این کتاب در ۲۶۴ صفحه برای اولین بار در بهار سال ۱۳۹۱ توسط انتشارات رشد به چاپ رسیده‌است.